# أنفاق حزب الله

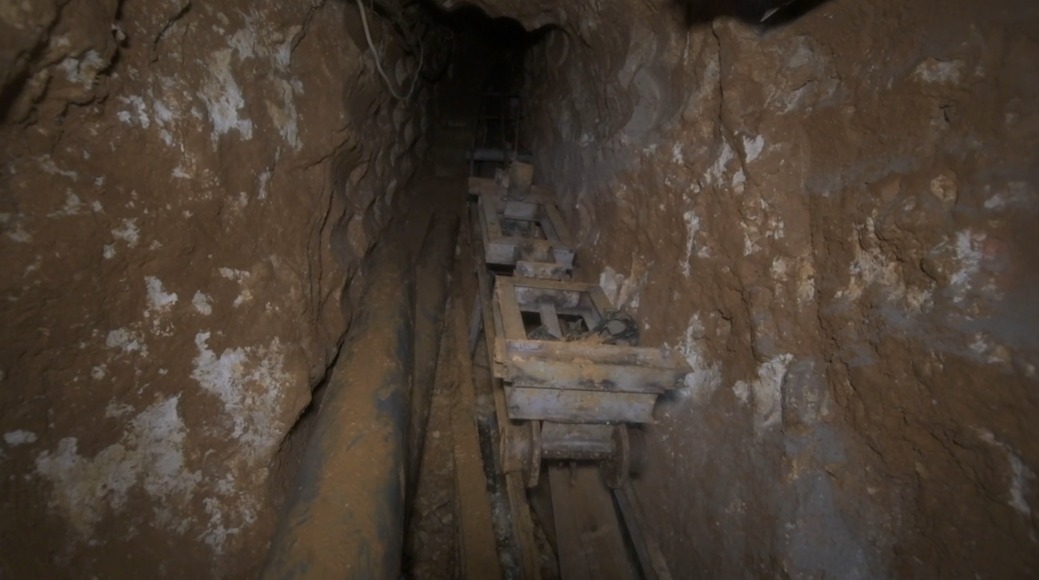
نفق حزب الله بعمق 80 مترا الذي استولى عليه الجيش الإسرائيلي

أنفاق حزب الله (او شبكة أنفاق حزب الله أو المنشآت تحت الأرض لحزب الله) تشير إلى شبكة واسعة من الممرات تحت الأرض  التي يستخدمها حزب الله، في جنوب لبنان، على طول الحدود اللبنانية الإسرائيلية. تُستخدم هذه الأنفاق لتهريب الأسلحة، وتخزين الإمدادات، والتحرك بشكل سري. تشكل الأنفاق مصدر تهديد لإسرائيل، وكثيرا ما تُعتبر الأنفاق انتهاكا لقرارات الأمم المتحدة وتساهم في التوترات المستمرة بين إسرائيل وحزب الله.

## تاريخ
لقد استثمر حزب الله بشكل كبير في بناء الأنفاق منذ أوائل القرن الحادي والعشرين ، وخاصة منذ حرب لبنان عام 2006 . وقد أجرت إسرائيل عمليات لتحديد هذه الأنفاق وتدميرها  ، واعتبرتها تهديدًا كبيرًا لأمنها.

### عملية درع الشمال
في ديسمبر/كانون الأول 2018، أطلقت إسرائيل "عملية درع الشمال" لكشف الأنفاق وتدميرها. وفي السنوات الأخيرة، زعمت قوات الدفاع الإسرائيلية أنها عثرت على العديد من الأنفاق التي تعبر الحدود من لبنان إلى إسرائيل ودمرتها.

## الأمم المتحدة
شاركت قوة الأمم المتحدة المؤقتة في لبنان (اليونيفيل) في مراقبة الوضع. وقد أكدوت وجود الأنفاق وعملت على حفظ السلام على طول الحدود.

## هدف الانفاق
- العمليات العسكرية: تسمح لمقاتلي حزب الله بالتحرك دون أن يتم اكتشافهم وشن هجمات مفاجئة ضد إسرائيل.[17]
- التهريب: تُستخدم الأنفاق لتهريب الأسلحة.[16]
- ملجأ: توفر الحماية للمقاتلين أثناء الغارات الجوية أو العمليات البرية.
- الخدمات اللوجستية: تسهل الشبكة الاتصالات ونقل البضائع والأفراد.